# كليمنت روبرتسون
كليمنت روبرتسون (بالإنجليزية: Clement Robertson)‏ هو عسكري جنوب أفريقي، ولد في 15 ديسمبر 1890 في بيترماريتزبرغ في جنوب أفريقيا، وتوفي في 4 أكتوبر 1917 في Zonnebeke ‏ في بلجيكا.